# Strymon lynceus
Strymon lynceus är en fjärilsart som beskrevs av Fabricius. Strymon lynceus ingår i släktet Strymon och familjen juvelvingar. Inga underarter finns listade i Catalogue of Life.